# Maria Boțian
Maria Boțian (n. 1882, Galda de Jos – d. 1944, Bărăbanț) a fost un delegat în Marea Adunare Națională de la Alba Iulia, organismul legislativ reprezentativ al „tuturor românilor din Transilvania, Banat și Țara Ungurească”, cel care a adoptat hotărârea privind Unirea Transilvaniei cu România, la 1 decembrie 1918.

## Biografie
A studiat la Liceul din Blaj. A fost președintă a Reuniunii femeilor greco-catolice din Bărăbanț, care a desemnat-o ca delegat de drept la Marea Adunare Națională  de la Alba Iulia.